# 한국의 애니메이션 시리즈 목록
다음은 대한민국과 조선민주주의인민공화국의 애니메이션 시리즈 목록이다.

## 1970년대
- 다람이와 고슴도치

## 1980년대
- 소년장수
- 다람이와 고슴도치
- 떠돌이 까치
- 까치의 날개
- 아기공룡 둘리
- 동화나라 ABC
- 헬로 키티
- 달려라 하니
- 천방지축 하니
- 2020 우주의 원더키디
- 머털도사

## 1990년대
- 옛날 옛적에
- 영심이
- 흙꼭두장군
- 날아라 슈퍼보드
- 요정 핑크
- 펭킹 라이킹
- 마법사의 아들 코리
- 사랑의 학교
- 꼬비꼬비
- 둘리의 배낭여행
- 도담이와 토리토리
- 두치와 뿌꾸
- 귀여운 쪼꼬미
- 영혼기병 라젠카
- 녹색전차 해모수
- 바이오캅 윙고
- 룰루라라
- 누들누드
- 스피드왕 번개
- 검정 고무신
- 레스톨 특수구조대
- 마일로의 대모험

## 2000년대
- 클로버 4/3
- 푸카 웹 애니메이션 시리즈
- 태권왕 강태풍
- 트랙시티
- 하얀마음 백구
- 탱구와 울라숑
- 유니미니펫
- 바스토프 레몬
- 기파이터 태랑
- 가이스터즈
- 올림포스 가디언
- 으랏차차 삼총사
- 바다의 전설 장보고
- 스페이스 힙합덕
- 떳다 그녀!!
- 스피어즈
- 수호요정 미셸
- 무한 전기 포트 리스
- 요랑아 요랑아
- 내 친구 우비소년
- 뽀롱뽀롱 뽀로로
- 뚜루뚜루뚜 나롱이
- 카드왕 믹스마스터
- 마스크맨
- 재동아 학교가자
- 장금이의 꿈
- 토리 고! 고!
- 인조곤충 버그파이터
- 아이언키드
- 쿵야쿵야
- 애플캔디 걸
- 짜장소녀 뿌까
- 르브바하프 왕국 재건설기
- 도야지봉
- 다오 배찌 붐힐 대소동
- 태극천자문
- 쁘띠쁘띠 뮤즈
- 뉴 아기공룡 둘리
- 기가 트라이브
- 그린세이버
- 엘리먼트 헌터
- 롤링 스타즈
- 유후와 친구들

## 2010년대
- 내 친구 해치
- 최강 합체 믹스마스터
- 보글보글쿡
- 메타제트
- 구름빵
- 미호이야기
- 고스트 메신저
- 아트 오디세이
- 어리이야기
- 로보카 폴리
- 쌉니다 천리마마트
- 안녕 자두야
- 쥬블스
- 와라 편의점
- 빠뿌야 놀자
- 신 머털도사
- 마스쿨랜드
- 스쿨랜드
- 놓지마 정신줄
- 아스타를 향해 차구차구
- 헬로 카봇
- 미니특공대
- 터닝메카드
- 마음의 소리
- 다이노코어
- 플라워링 하트
- 엘소드: 엘의 여인
- 클로저스
- 신비아파트
- 졸업반
- 캡슐보이 - 우주를 지켜라
- 샤이닝스타
- 반지의 비밀일기
- 공룡메카드
- 런닝맨
- 에어로버
- 빠샤메카드
- 마시마로
- 세미와 매직큐브
- 어느 날 잠에서 깨어보니 베이글녀가 되어 있었다

## 2020년대
- 히어로 써클
- 슈퍼 시크릿
- 마카앤로니
- 뱀파이어소녀 달자
- 방과후 트레저헌팅
- 도깨비언덕에 왜 왔니?
- 시맨틱 에러 스페셜
- 좀비딸
- 퇴마록
- 코드네임 X
- 외모지상주의
- 스페이스 샤먼 헌터
- 큐비스타
- 내 비밀친구 햄찌
- 크리쳐 헌터스
- 배틀 마블리언즈
- 테러맨
- 구미호뎐

## 같이 보기
- 대한민국의 애니메이션
- 조선민주주의인민공화국의 애니메이션
- 한국 만화
- 한국 애니메이션의 역사
- 한국의 애니메이션 영화 목록